# Theridula iriomotensis
Theridula iriomotensis là một loài nhện trong họ Theridiidae.
Loài này thuộc chi Theridula. Theridula iriomotensis được Hajime Yoshida miêu tả năm 2001.